# Aphthona
Aphthona es un género de escarabajos de la familia Chrysomelidae. El género fue descrito científicamente primero por Chevrolat en 1837.
Miden de 2 a 4 mm. Se alimentan de especies de la familia Euphorbiaceae. Las larvas son subterráneas y se alimentan de raíces. Se encuentran en pastizales y prados con abundancia de euforbias. Son nativos del hemisferio oriental. Hay alrededor de 300 especies, seis han sido introducidas en Norteamérica, algunas han sido introducidas intencionalmente para combatir especies invasoras de Euphorbia.

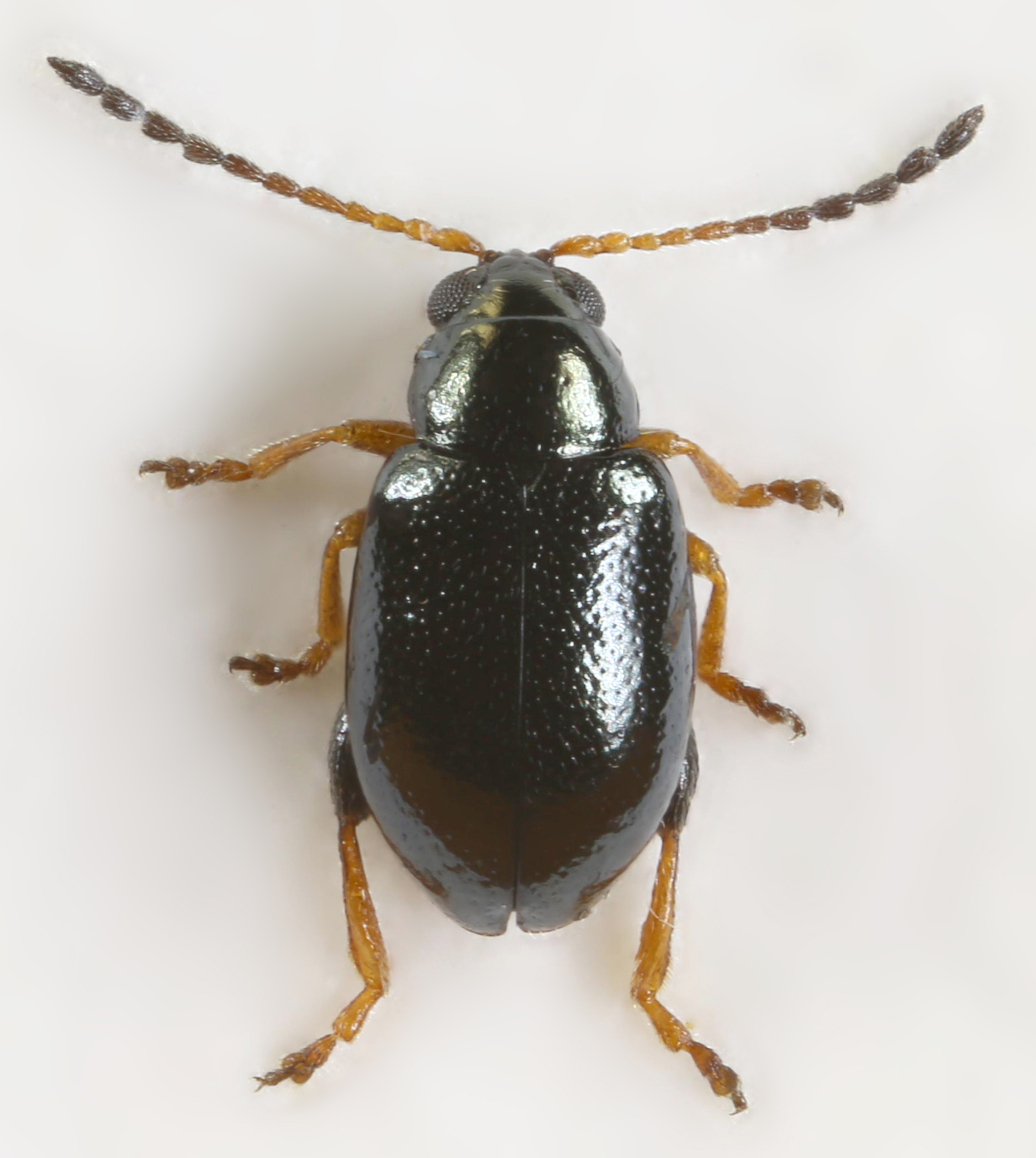
Aphthona euphorbiae

## Especies
- Aphthona abdominalis Duftschmid, 1825
- Aphthona aeneomicans Allard, 1875
- Aphthona alanyensis Fritzlar, 2004
- Aphthona albertinae Allard, 1866
- Aphthona alcina Leonardi, 1975
- Aphthona almorensis Konstantinov & Lingafelter, 2002
- Aphthona andrewesi Jacoby, 1896
- Aphthona asirica Doguet, 1979
- Aphthona atrocaerulea Stephens, 1831
- Aphthona atrovirens Förster, 1849
- Aphthona babai Kimoto, 2000
- Aphthona basantapurica Kimoto, 2001
- Aphthona beckeri Jacobson, 1895
- Aphthona bengalica Konstantinov & Lingafelter, 2002
- Aphthona bergeali Fritzlar, 2001
- Aphthona bergealoides Fritzlar, 2004
- Aphthona bilyi Konstantinov & Lingafelter, 2002
- Aphthona biokovensis Penecke, 1907
- Aphthona bonvouloiri Allard, 1860
- Aphthona brancuccii Medvedev, 1997
- Aphthona brunnea (Medvedev, 1984)
- Aphthona cangshanensis Konstantinov & Lingafelter, 2002
- Aphthona carbonaria Rosenhauer, 1856
- Aphthona chalchica Medvedev, 1980
- Aphthona chekanovskii Konstantinov, 1998
- Aphthona chiangmaiensis Konstantinov & Lingafelter, 2002
- Aphthona chrozophorae (Prathapan & Konstantinov, 2003)
- Aphthona clara Konstantinov & Lingafelter, 2002
- Aphthona claripes Rapilly, 1978
- Aphthona constantini Doguet & Petitpierre, 1986
- Aphthona convexior Har. Lindberg, 1950
- Aphthona crassicornis Lopatin, 1990
- Aphthona crassipes Wollaston, 1860
- Aphthona cryptomorpha Konstantinov, 1998
- Aphthona cyparissiae Koch, 1803
- Aphthona czwalinae Weise, 1888
- Aphthona dalatensis Konstantinov & Lingafelter, 2002
- Aphthona delicatula Foudras, 1860
- Aphthona depressa Allard, 1859
- Aphthona dhrubi Konstantinov & Sprecher-Uebersax, 2005
- Aphthona dhunche Konstantinov & Sprecher-Uebersax, 2005
- Aphthona dobangensis Kimoto, 2001
- Aphthona dongchuanica Konstantinov & Lingafelter, 2002
- Aphthona erichsoni Zetterstedt, 1838
- Aphthona espagnoli Král, 1965
- Aphthona euphorbiae Schrank, 1781
- Aphthona flava Guillebeau, 1894
- Aphthona flaviceps Allard, 1859
- Aphthona flavicollis Wang, 1992
- Aphthona franzi Heikertinger, 1944
- Aphthona fuentei Reitter, 1901
- Aphthona furthi Medvedev, 1997
- Aphthona fuscothailandensis Konstantinov & Lingafelter, 2002
- Aphthona glebi Konstantinov, 2006
- Aphthona glochidionae (Prathapan & Konstantinov, 2003)
- Aphthona gomerensis Gruev & Petitpierre, 1979
- Aphthona gracilipes Ogloblin, 1926
- Aphthona gracilis Faldermann, 1837
- Aphthona gressitti Konstantinov, 1998
- Aphthona gruevi Konstantinov, 1998
- Aphthona gruszkorum Warchalowski, 1974
- Aphthona guamensis Konstantinov & Lingafelter, 2002
- Aphthona habashanica Konstantinov & Lingafelter, 2002
- Aphthona hauseri Heikertinger, 1911
- Aphthona herbigrada Curtis, 1837
- Aphthona heveli Konstantinov & Lingafelter, 2002
- Aphthona himalayana Medvedev & Sprecher-Uebersax, 1997
- Aphthona hissarica Lopatin, 1975
- Aphthona illigeri Bedel, 1898
- Aphthona indica Jacoby, 1900
- Aphthona interstitialis Weise, 1887
- Aphthona jordanica Mohr, 1962
- Aphthona juliana Springer, 1953
- Aphthona kashmirensis Konstantinov & Lingafelter, 2002
- Aphthona kaszabi Kral, 1967
- Aphthona konstantinovi Lopatin in Konstantinov, 1998
- Aphthona kubani Konstantinov & Lingafelter, 2002
- Aphthona kuntzei Roubal, 1931
- Aphthona kurosawai Ohno, 1962
- Aphthona lacertosa Rosenhauer, 1847
- Aphthona lantangi Konstantinov & Sprecher-Uebersax, 2005
- Aphthona lopatini Konstantinov, 1998
- Aphthona lubischevi Konstantinov, 1998
- Aphthona lutescens Gyllenhal, 1808
- Aphthona luzonica Konstantinov & Lingafelter, 2002
- Aphthona macarangae (Prathapan & Konstantinov, 2003)
- Aphthona maculata Allard, 1876
- Aphthona maghrebina Bergeal & Doguet, 1989
- Aphthona malaisei Bryant, 1939
- Aphthona maldesi Doguet & Petitpierre, 1986
- Aphthona mallotae (Prathapan & Konstantinov, 2003)
- Aphthona marataka Prathapan & Konstantinov, 2003
- Aphthona mariki Konstantinov & Sprecher-Uebersax, 2005
- Aphthona martensi (Medvedev, 1990)
- Aphthona melancholica Weise, 1888
- Aphthona merkli Gruev, 1994
- Aphthona mimica Medvedev, 1997
- Aphthona mohri Warchalowski, 1973
- Aphthona moralesi Madar & Madar, 1965
- Aphthona mude Konstantinov & Sprecher-Uebersax, 2005
- Aphthona nandiensis Prathapan & Konstantinov, 2003
- Aphthona neoerythropoda Konstantinov & Lingafelter, 2002
- Aphthona nepalensis Medvedev, 1984
- Aphthona nigriceps Redtenbacher, 1842
- Aphthona nigriscutis Foudras, 1860
- Aphthona nonstriata Goeze, 1777
- Aphthona occidentalis Har. Lindberg, 1950
- Aphthona occitana (Doguet, 1988)
- Aphthona okinawaensis Konstantinov & Lingafelter, 2002
- Aphthona olegi Konstantinov, 2006
- Aphthona omeishanica Konstantinov & Lingafelter, 2002
- Aphthona ovata Foudras, 1860
- Aphthona ovatipennis Medvedev, 1992
- Aphthona ovatoidea Gruev, 1981
- Aphthona paivana Wollaston, 1860
- Aphthona pallida Bach, 1856
- Aphthona parnassicola Heikertinger, 1944
- Aphthona paropaca Konstantinov & Lingafelter, 2002
- Aphthona pelmoides Konstantinov & Lingafelter, 2002
- Aphthona perrisi Allard, 1869
- Aphthona phalchoki Konstantinov & Sprecher-Uebersax, 2005
- Aphthona phyllanthae (Prathapan & Konstantinov, 2003)
- Aphthona placida Kutschera, 1864
- Aphthona plenifrons Wollaston, 1864
- Aphthona postmaculata Medvedev, 1993
- Aphthona potanini Konstantinov, 1998
- Aphthona przhevalskii Konstantinov, 1998
- Aphthona pseudocrypta Konstantinov, 1998
- Aphthona puncticollis Allard, 1866
- Aphthona punctiventris Mulsant & Rey, 1874
- Aphthona pygmaea Kutschera, 1861
- Aphthona rawalpindica Lopatin in Konstantinov & Lingafelter, 2002
- Aphthona rhodinensis Heikertinger, 1944
- Aphthona rufothoracica Konstantinov & Lingafelter, 2002
- Aphthona russica Konstantinov, Volkovitsh & Cristofaro, 2001
- Aphthona sandrae Baselga & Novoa, 2002
- Aphthona sardea Allard, 1866
- Aphthona sarmatica Ogloblin, 1928
- Aphthona schereri Konstantinov, 1998
- Aphthona semicyanea Allard, 1859
- Aphthona semivaripes Konstantinov & Lingafelter, 2002
- Aphthona siamica Kimoto, 2000
- Aphthona simlaensis Konstantinov & Lingafelter, 2002
- Aphthona singalilaensis Konstantinov & Lingafelter, 2002
- Aphthona sinuatipennis Konstantinov & Lingafelter, 2002
- Aphthona spenceri Konstantinov & Lingafelter, 2002
- Aphthona steineri Konstantinov & Lingafelter, 2002
- Aphthona stussineri Weise, 1888
- Aphthona subovata Allard, 1859
- Aphthona taiwana Takizawa, 1979
- Aphthona tamdaoensis Konstantinov & Lingafelter, 2002
- Aphthona tamila Konstantinov & Lingafelter, 2002
- Aphthona taniae Konstantinov, 2006
- Aphthona tenasserimae Konstantinov & Lingafelter, 2002
- Aphthona thailandensis Konstantinov & Lingafelter, 2002
- Aphthona tristis Har. Lindberg, 1950
- Aphthona valachica Heikertinger, 1944
- Aphthona variolosa Foudras, 1860
- Aphthona venustula attica Weise, 1890
- Aphthona venustula Kutschera, 1861
- Aphthona venustula venustula Kutschera, 1861
- Aphthona violacea Koch, 1803
- Aphthona wachnitzae Madar & Madar, 1968
- Aphthona wagneri Heikertinger, 1909
- Aphthona warchalowskii Fritzlar, 2001
- Aphthona weiseana Konstantinov, 1998
- Aphthona wittmeri Doguet, 1979
- Aphthona wollastoni Har. Lindberg, 1950
- Aphthona yunnanica Konstantinov & Lingafelter, 2002
- Aphthona yunnomontana Konstantinov & Lingafelter, 2002